# Danh sách bảo tàng ở Hàn Quốc
Đây là hơn 500 bảo tàng ở Hàn Quốc.

## Bảo tàng quốc gia
| Bảo tàng                                       | Địa điểm                          | Liên kết                                                                               |
| ---------------------------------------------- | --------------------------------- | -------------------------------------------------------------------------------------- |
| Bảo tàng quốc gia Buyeo                        | Buyeo, Chungcheongnam-do          | http://buyeo.museum.go.kr                                                              |
| Bảo tàng quốc gia Cheongju                     | Cheongju, Chungcheongbuk-do       | http://cheongju.museum.go.kr                                                           |
| Bảo tàng quốc gia Chuncheon                    | Chuncheon, Gangwon-do             | http://chuncheon.museum.go.kr                                                          |
| Bảo tàng quốc gia Daegu                        | Hwanggeum-dong, Suseong-gu, Daegu | http://daegu.museum.go.kr                                                              |
| Bảo tàng quốc gia Gimhae                       | Gimhae, Gyeongsangnam-do          | http://gimhae.museum.go.kr                                                             |
| Bảo tàng quốc gia Gongju                       | Gongju, Chungcheongnam-do         | http://www.gongju.museum.go.kr Lưu trữ ngày 14 tháng 12 năm 2007 tại Wayback Machine   |
| Bảo tàng quốc gia Gyeongju                     | Gyeongju, Gyeongsangbuk-do        | http://gyeongju.museum.go.kr                                                           |
| Bảo tàng quốc gia Gwangju                      | Gwangju                           | http://gwangju.museum.go.kr                                                            |
| Bảo tàng quốc gia Jeonju                       | Jeonju, Jeollabuk-do              | http://jeonju.museum.go.kr                                                             |
| Bảo tàng quốc gia Jeju                         | Jeju                              | http://jeju.museum.go.kr                                                               |
| Bảo tàng quốc gia Jinju                        | Jinju, Gyeongsangnam-do           | http://jinju.museum.go.kr                                                              |
| Korea National Arboretum, South Korea          |                                   | http://www.koreaplants.go.kr:9300/ Lưu trữ ngày 2 tháng 9 năm 2007 tại Wayback Machine |
| Lighthouse Museum, South Korea                 |                                   | http://www.lighthouse-museum.or.kr                                                     |
| Bảo tàng nghệ thuật đương đại quốc gia         | Gwacheon                          | http://www.moca.go.kr Lưu trữ ngày 13 tháng 2 năm 2015 tại Wayback Machine             |
| National Museum of Modern and Contemporary Art | Seoul                             | http://www.mmca.go.kr                                                                  |
| National Folk Museum of Korea                  | Gyeongbokgung, Seoul              | http://www.nfm.go.kr                                                                   |
| National Maritime Museum, South Korea          | Dongsam-dong, Yeongdo-gu, Busan   | http://www.nmm.go.kr/english/                                                          |
| National Museum of Korea                       | Yongsan-dong, Yongsan-gu, Seoul   | http://www.museum.go.kr/                                                               |
| National Palace Museum of Korea                | Deoksugung, Seoul                 | http://www.gogung.go.kr                                                                |
| National Science Museum, South Korea           | Seoul                             | http://www.science.go.kr                                                               |

## Bảo tàng tỉnh và tư nhân
| bảo tàng                                  | Địa điểm                       | Điện thoại +082        | Liên kết                                                                                  |
| ----------------------------------------- | ------------------------------ | ---------------------- | ----------------------------------------------------------------------------------------- |
| Achen Museum of Art                       |                                | 061-471-1107           | http://www.achen.co.kr Lưu trữ ngày 16 tháng 5 năm 2014 tại Wayback Machine               |
| Aerospace Museum                          |                                | 055-851-6500           | aerospacemuseum.co.kr                                                                     |
| Andong Folk Museum                        |                                | 054-821-0649           | http://adfm.or.kr Lưu trữ ngày 30 tháng 3 năm 2018 tại Wayback Machine                    |
| Andong - Soju & Traditional Food Museum   |                                | 054-858-4541           | http://www.andongsoju.net                                                                 |
| Bảo tàng Artsonje                         |                                | 054-745-7075           | http://www.artsonje.org                                                                   |
| Banglimwon                                |                                | 064-773-0090, 0435     | http://banglimwon.com                                                                     |
| Boryeong Coal Museum                      |                                | 041-934-1902           | http://www.1stcoal.go.kr Lưu trữ ngày 5 tháng 2 năm 2006 tại Wayback Machine              |
| Buchon Natural Ecology Museum             |                                | 032-678-0720           |                                                                                           |
| Bảo tàng Busan                            |                                | 051-624-6341           | http://www.museum.busan.kr Lưu trữ ngày 12 tháng 12 năm 2007 tại Wayback Machine          |
| Bucheon Museum of Education               |                                | 032-661-1282~3         | http://www.bcmuseum.or.kr                                                                 |
| Bucheon Museum of Suseok                  |                                | 032-655-2900           | http://www.bcmuseum.or.kr                                                                 |
| Bảo tàng Changyeong                       |                                | 055-530-2246           | http://cng.go.kr                                                                          |
| Charmsori Gramophone & Edison Museum      |                                | 033-652-2500           | http://www.edison.kr                                                                      |
| Cheongju Early Printing Museum            |                                | 043-220-6580           | http://www.jikjiworld.net, www.digitaljikji.net                                           |
| Cheongju Historic Museum of Baekje        |                                | 043-263-0107           | http://www.cjbaekje.net                                                                   |
| Cheongju Oengki Museum                    |                                | 043-222-8882           |                                                                                           |
| Chiak Folk Museum                         |                                | 033-747-6956           | http://www.chiakmuseum.sangji.ac.kr Lưu trữ ngày 15 tháng 2 năm 2006 tại Wayback Machine  |
| Chocolate Museum (Jejudo)                 |                                | 064-711-3171           | http://www.chocolatemuseum.org Lưu trữ ngày 10 tháng 2 năm 2021 tại Wayback Machine       |
| Bảo tàng Chungju                          |                                | 043-850-5692~4         |                                                                                           |
| Bảo tàng tiền tệ (Hàn Quốc)               |                                | 042-870-1000           | http://museum.komsco.com/eng                                                              |
| Bảo tàng Cyan                             |                                | 054-338-9391           | http://www.cyanmuseum.org Lưu trữ ngày 17 tháng 5 năm 2014 tại Wayback Machine            |
| Trung tâm văn hoá nước Đập Daecheong      |                                | 042-930-7332           | http://www.daecheong.kowaco.or.kr Lưu trữ ngày 24 tháng 4 năm 2005 tại Wayback Machine    |
| Bảo tàng Daegwallyeong                    |                                | 033-640-4482           | http://www.daegwallyeongmuseum.go.kr Lưu trữ ngày 27 tháng 8 năm 2007 tại Wayback Machine |
| Daehan Textbook Museum                    |                                | 041-861-3141 ~5        | http://www.textbookmuseum.com Lưu trữ ngày 21 tháng 12 năm 2007 tại Wayback Machine       |
| Bảo tàng nghệ thuật Daejeon               | Mannyeon-dong, Seo-gu, Daejeon | 042-602-3200           | http://dmma.metro.daejeon.kr Lưu trữ ngày 26 tháng 11 năm 2002 tại Wayback Machine        |
| DaeSeong-Dong Tombs Museum                |                                | 055-331-2357~8         | http://ds.gsiseol.or.kr Lưu trữ ngày 21 tháng 1 năm 2013 tại Wayback Machine              |
| Daewonsa Tibetan-Buddhism Museum          |                                | 061-852-3038           | http://www.tibetan-museum.org                                                             |
| Bảo tàng nghệ thuật Dangrim               |                                | 041-543-6969           |                                                                                           |
| Bảo tàng nghệ thuật Dasan                 |                                | 061-371-4111/1300      | http://dasan-art.com Lưu trữ ngày 31 tháng 1 năm 2008 tại Wayback Machine                 |
| Bảo tàng nghệ thuật Deorimi               |                                | 032-933-9297           | e-mail:kangwhai@hanmail.net                                                               |
| Bảo tàng Dokdo                            | Ulleung County                 | 054-790-6432~3         | http://www.dokdomuseum.go.kr                                                              |
| Dongjin Irrigation and Folk Museum        |                                | 063-540-1114           | http://www.ekr.or.kr                                                                      |
| European Porcelain Museum                 |                                | 032-661-0238           | http://www.bcmuseum.or.kr                                                                 |
| Dongsan Pottery Museum                    |                                | 042-534-3453           | http://www.dongsanmuseum.org Lưu trữ ngày 20 tháng 11 năm 2008 tại Wayback Machine        |
| Gachon Museum                             |                                | 032-833-4747           | http://www.gcmuseum.org Lưu trữ ngày 18 tháng 12 năm 2007 tại Wayback Machine             |
| Galchon Tal Museum                        |                                | 055-672-2772           | http://www.galchontal.or.kr Lưu trữ ngày 6 tháng 9 năm 2006 tại Wayback Machine           |
| Gangjin Korea Celadong Museum             |                                | 061-430-3565           | e-mail:park5000@gangjin.go.kr                                                             |
| Bảo tàng GeojeFolk                        |                                | 055-637-3722           |                                                                                           |
| Bảo tàng Geoje                            |                                | 055-687-6790           | http://www.kojemuseum.org Lưu trữ ngày 14 tháng 8 năm 2019 tại Wayback Machine            |
| Geumo Folk Museum                         |                                | 054-481-9194           | http://www.geumofm.net                                                                    |
| Gongju Folkdrama Museum                   |                                | 041-855-4933           | http://www.kfdm.net                                                                       |
| Goseong Dinosaur Museum                   |                                | 055-832-9021           | http://www.goseong.go.kr                                                                  |
| Gyung-Bo Fossil Museum                    |                                | 054-732-8655           | http://www.hwasuk.org Lưu trữ ngày 1 tháng 12 năm 2007 tại Wayback Machine                |
| Gyeryongsan Natural History Museum        |                                | 042-820-7500           | krnamu.or.kr                                                                              |
| Bảo tàng nghệ thuật Gwangju               |                                | 062-529-7123           | http://www.artmuse.gjcity.net Lưu trữ ngày 19 tháng 11 năm 2008 tại Wayback Machine       |
| Haegeumgang Theme Museum                  |                                | 055-632-0670           | http://www.hggmuseum.com                                                                  |
| Bảo tàng Haeinsa                          |                                | 055-934-3150           |                                                                                           |
| Hahoe Mask Museum                         |                                | 054-853-2938           | http://www.maskmuseum.com Lưu trữ ngày 4 tháng 12 năm 2023 tại Wayback Machine            |
| Hanbat Museum of Education                |                                | 042-626-5393~4         | http://hbem.or.kr                                                                         |
| Handok Medico-Pharmna Museum              |                                | 043-530-1004           | email:quaejung.kim@aventis.com                                                            |
| Bảo tàng nghệ thuật Hankwang              |                                | 051-469-4111           | http://www.asiaart.co.kr/index.php                                                        |
| Bảo tàng Hengso                           |                                |                        | http://www.hengsomuseum.com/ Lưu trữ ngày 17 tháng 5 năm 2014 tại Wayback Machine         |
| Jeju Shinyoung Cinema Museum              |                                | 064-764-7777~9         | http://www.jejuscm.co.kr Lưu trữ ngày 7 tháng 12 năm 2007 tại Wayback Machine             |
| Bảo tàng Hyangam                          |                                | 054-787-0001           | http://www.hyangam.org Lưu trữ ngày 19 tháng 12 năm 2003 tại Wayback Machine              |
| Incheon Children's Museum                 |                                | 032-432-5600           | http://www.enjoymuseum.org                                                                |
| Incheon Metropolitan City Museum          |                                | 032-832-2570 /2152     | http://museum.inpia.net Lưu trữ ngày 7 tháng 5 năm 2017 tại Wayback Machine               |
| Independence Hall of Korea                | Cheonan, Chungcheongnam-do     | 041-560-0114           | http://www.i815.or.kr                                                                     |
| Iron Museum                               |                                | 043-883-2321           | http://www.ironmuseum.or.kr Lưu trữ ngày 9 tháng 12 năm 2002 tại Wayback Machine          |
| Jangsaengpo Whale Museum                  | Jangsaengpo, Nam-gu, Ulsan     | 052-256-6301~2         | http://www.whalemuseum.go.kr                                                              |
| Jeju-do Folklore & Natural History Museum |                                | 064-722-2465           | http://museum.jeju.go.kr                                                                  |
| Jeju Education Museum                     |                                | 064-752-9101           | http://www.jjemuseum.go.kr                                                                |
| Jeju Folk Museum                          |                                | 064-755-1976           |                                                                                           |
| Jeju Folk Village Museum                  |                                | 064-787-4501           | http://www.chejufolk.co.kr                                                                |
| Jeju Geum-o-dang Art Museum               |                                | 064-747-8931           |                                                                                           |
| Jeju Teddy Bear Museum                    |                                | 064-738-7600           | http://www.teddybearmuseum.com                                                            |
| Jeollanamdo Agricultural Museum           |                                | 061-462-2796~9         | http://www.jam.go.kr Lưu trữ ngày 10 tháng 10 năm 2007 tại Wayback Machine                |
| Jeongju Historical Museum                 |                                | 063-228-6485~6         | http://www.jeonjumuseum.org                                                               |
| Jikji Museum of Buddhist Arts             |                                | 054-436-6009           | http://www.jikjimuseum.org                                                                |
| Jincheon Bell Museum                      |                                | 043-539-3847~8         |                                                                                           |
| Bảo tàng nghệ thuật Junwon                |                                | 032-934-3560           | http://www.junwon-art-museum.com Lưu trữ ngày 9 tháng 1 năm 2007 tại Wayback Machine      |
| Korea Comics Museum                       |                                | 032-661-3745~6         | http://www.comicsmuseum.org                                                               |
| Korea Silk Museum                         |                                | 043-236-1321           | http://www.silktopia.or.kr Lưu trữ ngày 23 tháng 9 năm 2014 tại Wayback Machine           |
| Kyungpook National University Museum      |                                |                        | http://museum.knu.ac.kr/ Lưu trữ ngày 1 tháng 8 năm 2007 tại Wayback Machine              |
| Kwangju Folk Museum                       |                                | 062-521-9041           | http://www.kwangjufolk.go.kr Lưu trữ ngày 9 tháng 11 năm 2007 tại Wayback Machine         |
| Liquorium                                 |                                | 043-855-7332~3         | http://www.liquorium.com Lưu trữ ngày 26 tháng 2 năm 2014 tại Wayback Machine             |
| Manhae Museum                             | Hongseong, Chungcheongnam-do   | 031-744-3100           | http://www.manhae.or.kr                                                                   |
| Manhae Museum                             |                                | 033-462-2304           | http://www.manmhae.net Lưu trữ ngày 15 tháng 6 năm 2013 tại archive.today                 |
| Mireuksa Museum                           | Iksan, Jeollabuk-do            | 063-836-7804 /840-3772 | http://www.mireuksaji.org Lưu trữ ngày 3 tháng 3 năm 2011 tại Wayback Machine             |
| Miribeol Folk Museum                      |                                | 055-391-2882           | http://www.miribeol.org                                                                   |
| Miryang Municipal Museum                  |                                | 055-354-3294           | http://www.miryang.go.kr                                                                  |
| Bảo tàng Mu Leung                         |                                | 033-763-1534           | http://www.wmum.net Lưu trữ ngày 2 tháng 3 năm 2014 tại Wayback Machine                   |
| Mungyeongsaejae Museum                    |                                | 054-572-4000           | http://www.mgsj.go.kr Lưu trữ ngày 12 tháng 6 năm 2007 tại Wayback Machine                |
| Mungyong Coal Museum                      | Mungyeong, Gyeongsangbuk-do    | 054-550-6424           | http://www.coal.go.kr Lưu trữ ngày 22 tháng 3 năm 2004 tại Wayback Machine                |
| Museum of African Art, South Korea        | Seogwipo, Jeju-do              | 064-738-6565           | http://www.africamuseum.or.kr                                                             |
| Museum of cadastre and Local History      |                                | 043-651-5115           | http://www.forjijeok.com                                                                  |
| Bảo tàng văn hóa Hàn Quốc                 | Sân bay quốc tế Incheon        |                        |                                                                                           |
| Museum of Natural Dye Art                 |                                | 053-743-4300           | http://www.naturaldyeing.net                                                              |
| Museum of Won Buddhism History            |                                | 063-850-3240           | http://www.wonmuseum.net                                                                  |
| Naju pear Museum                          | Naju                           | 061-331-5038           | http://naju.go.kr Lưu trữ ngày 28 tháng 9 năm 2007 tại Wayback Machine                    |
| Bảo tàng nghệ thuật Nampo                 |                                | 061-832-0003           | http://www.nampoart.co.kr                                                                 |
| Nangye Jorean Classical Music Museum      |                                | 043-742-8843           | http://www.nangye-museum.or.kr Lưu trữ ngày 12 tháng 4 năm 2004 tại Wayback Machine       |
| Bảo tàng máy tính Nexon                   |                                |                        | http://www.nexoncomputermuseum.org                                                        |
| Ojukheon & Gangneung Municipal Museum     |                                | 033-640-4482           | http://www.ojukheon.or.kr Lưu trữ ngày 27 tháng 7 năm 2012 tại Wayback Machine            |
| okgwa Art Museum                          |                                | 061-363-7278           | http://www.okart.org                                                                      |
| On Yang Folk Museum                       |                                | 041-542-6001           | http://www.onyangmuseum.or.kr                                                             |
| O'sulloc Tea House Museum                 |                                | 064-794-5312           | http://www.osulloc.co.kr                                                                  |
| Pan Asia Paper Museum                     |                                | 063-210-8101           | http://www.papermuseum.co.kr                                                              |
| The POSCO Museum                          | Pohang                         | 054-220-7720           | http://museum.posco.co.kr                                                                 |
| Samcheok Municipal Museum                 |                                | 033-575-0768           | http://www.scm.go.kr Lưu trữ ngày 24 tháng 4 năm 2018 tại Wayback Machine                 |
| Sculpture Park of Keumkuwon               |                                | 063-584-6770           | http://www.keumkuwon.org                                                                  |
| Seogwipo Citrus Museum                    |                                | 064-735-3381           | http://www.citrusmuseum.com                                                               |
| Shin Museum of Art                        |                                | 043-264-5545           | http://shinmuseum.org                                                                     |
| Songgwangmae Memorial Museum              |                                | 053-981-4562           | http://www.skmuseum.com Lưu trữ ngày 8 tháng 9 năm 2009 tại Wayback Machine               |
| Sound Island Museum                       |                                | 064-739-7782           | http://www.sorisummuseum.com Lưu trữ ngày 10 tháng 10 năm 2007 tại Wayback Machine        |
| Space Mom Museum                          |                                | 043-263-7767           |                                                                                           |
| Sudeoksa Museum                           |                                | 041-337-2902           | http://www.sudeokmuseum.org Lưu trữ ngày 25 tháng 5 năm 2007 tại Wayback Machine          |
| Sunwha Christian Museum of Art            |                                | 042-525-3141           | http://www.sunwha.or.kr Lưu trữ ngày 1 tháng 10 năm 2008 tại Wayback Machine              |
| Taebaek Coal Museum                       |                                | 033-552-7730           | http://coalmuseum.or.kr Lưu trữ ngày 25 tháng 10 năm 2007 tại Wayback Machine             |
| Taeyeong Folk Museum                      |                                | 041-754-7942           | http://www.tfmuseum.org                                                                   |
| Tongdosa Museum                           |                                | 055-382-1001           | http://tongdosamuseum.or.kr Lưu trữ ngày 16 tháng 12 năm 2005 tại Wayback Machine         |
| Ui-Jae Art Museum                         |                                | 062-222-3040           | http://www.ujam.org                                                                       |
| Bảo tàng Uiryong                          |                                | 055-570-2230           |                                                                                           |
| Bảo tàng Ulsan                            | Nam-gu, Ulsan                  | 052-222-8501~3         | http://museum.ulsan.go.kr Lưu trữ ngày 9 tháng 11 năm 2013 tại Wayback Machine            |
| Ulsan Science Museum                      | Nam-gu, Ulsan                  | 052-220-1700~1701      | http://www.usm.go.kr Lưu trữ ngày 16 tháng 5 năm 2014 tại Wayback Machine                 |
| Woljeongsa Museum                         |                                | 033-334-1817           | http://www.woljeongsa.org                                                                 |
| Woodblock Prints Museum                   |                                | 033-761-7885           | http://www.gopanhwa.or.kr Lưu trữ ngày 1 tháng 3 năm 2007 tại Wayback Machine             |
| Woojaegil Art Museum                      |                                | 062-224-6601           | http://www.wooart.co.kr                                                                   |
| Woongjin Education Museum                 |                                | 041-853-4569           | http://www.wjem.or.kr Lưu trữ ngày 29 tháng 6 năm 2006 tại Wayback Machine                |
| Yanggu Prehistoric Museum                 |                                | 033-480-2677           | http://www.yanggu.go.kr                                                                   |
| Yeo Jin Budda Gallery                     |                                | 042-934-8466           | http://www.yeojinggallery.com%5B%5D                                                       |
| Yeongi Folk Museum                        |                                | 041-862-7449           | email:yghMuseum@hanmir.com                                                                |
| Yong-il Folk Museum                       |                                | 054-261-2798           |                                                                                           |
| Youngwol Book Museum                      |                                | 033-372-1713           | http://www.bookmuseum.co.kr Lưu trữ ngày 17 tháng 11 năm 2007 tại Wayback Machine         |

## Liên kết
- Danh sách bảo tàng ở Seoul
- Danh sách bảo tàng ở tỉnh Gyeonggi
- Danh sách tòa nhà cao nhất Seoul